# Краснодольське
Краснодо́льське (каз. Краснодол) — село у складі Тайиншинського району Північноказахстанської області Казахстану. Входить до складу Краснополянський сільського округу, раніше було центром ліквідованої Краснодольської сільської ради.
Населення — 156 осіб (2021; 299 у 2009, 476 у 1999, 645 у 1989).
Національний склад станом на 1989 рік:
- німці — 44 %
- поляки — 37 %.